# Еміліано Арментерос
 Еміліано Данієль Арментерос (ісп. Emiliano Daniel Armenteros;нар. 18 січня 1986 року, Монте-Гранде, Аргентина) — колишній аргентинський футболіст, півзахисник низки іспанських клубів та молодіжної збірної Аргентини.
Чемпіон світу серед молоді 2005 року.

## Життєпис

### Клубна кар'єра
Арментерос почав займатися футболом у клубі «Банфілд». У 17-річному віці дебютував за основну команду клубу у чемпіонаті Аргентини.
2005 року Еміліано продали до «Індепендьєнте» приблизно за 1 млн. дол. За два проведених сезони в складі «червоних дияволів» Арментерос став гравцем основного складу, попри свій юний вік.
2007 року Еміліано на правах оренди перейшов до іспанської «Севільї», з правом викупу наприкінці сезону. Перший сезон він відіграв за другу команду клубу в другому іспанському дивізіоні, ставши одним з основних гравців команди. У складі основної команди Арментерос дебютував 19 жовтня 2008 року, зігравши 15 хвилин у виїзному матчі чемпіонату Іспанії проти «Альмерії» (1:0). У тому сезоні Еміліано ще двічі виходив на поле, а в матчі проти «Нумансії» (2:0) забив свій перший гол в іспанській Прімері.
2009 року Арментерос на правах оренди перейшов до новачка Ла-Ліги «Хереса». 4 жовтня Еміліано забив свій перший гол за команду, в домашньому матчі проти «Малаги» (1:1), відзначивши таким способом народження своєї першої дитини — Софії. За підсумками сезону 2009/10 «Херес» посів останнє місце і вилетів до другого дивізіону.
15 липня 2010 року на правах оренди вирушив до складу друголігового «Райо Вальєкано». Протягом сезону Арментерос став одним з лідерів команди, забивши 20 м'ячів. 20 листопада 2010 року в матчі проти «Понферрадіни» Еміліано оформив хет-трик. За підсумками турніру команда з мадридської околиці посіла друге місце і повернулася до елітного дивізіону після восьмирічної перерви.
Влітку 2012 року, після сезону, проведеного у складі столичної команди, Арментерос на правах вільного агента перейшов до «Осасуни», уклавши з нею контракт на три роки.
2014 року перейшов до мексиканського клубу «Чіапас».
У сезоні 2016/17 виступав на правах оренди за «Сантос Лагуна».

### Міжнародна кар'єра
Арментерос виступав за молодіжну збірну Аргентини на молодіжному чемпіонаті світу 2005 року, що проходив у Нідерландах. На турнірі Еміліано виходив на поле в п'яти поєдинках з семи, допомігши своїй команді досягти перемоги.

## Досягнення
- Чемпіон Південної Америки (U-17): 2003
- Чемпіон світу серед молоді: 2005